# لودینگ‌هاوزن
شهر لودینگ‌هاوزن (به آلمانی: Lüdinghausen) در ایالت نوردراین-وستفالن در کشور آلمان واقع شده‌است.